# Общество памяти декабристов
«Общество памяти декабристов» — российская общественная организация, созданная в Петрограде в марте 1917 года сразу после Февральской революции по инициативе группы видных представителей творческой интеллигенции и революционеров, поддержанных авторитетом А. М. Горького, и ставившая перед собой задачи сбора, сохранения и изучения свидетельств жизни и деятельности участников восстания 14 декабря 1825 года и увековечения подвига первого поколения отечественных борцов с монархизмом посредством публикации их сочинений, установки памятников и открытия музеев.

## Предшественники
В годы царствования Николая I правительство запрещало не только доступ к материалам следствия над декабристами, но и любое открытое упоминание о событиях 14 декабря 1825 года.
В период «великих реформ», уже после амнистии декабристов, А. И. Герцен начал собирать и публиковать на страницах «Полярной звезды» и «Колокола» подлинные свидетельства о жизни и деятельности участников восстания. В 1862—1863 годах он выпустил отдельное издание «Записок декабристов» в трёх выпусках, отметив, что всё в них «принадлежит истории, и между фактами и их обнародованием легли сорок тяжёлых годов».
Публикацию мемуаров декабристов в 1870—1880 годах продолжили М. И. Семевский в «Русской старине» и П. И. Бартенев в «Русском архиве».
После революционных событий 1905 года в результате открывшейся возможности работать в архивах появились первые научные труды о движении декабристов, написанные профессиональными историками М. В. Довнар-Запольским, К. Н. Левиным, Н. П. Павловым-Сильванским, М. Н. Покровским, В. И. Семевским, П. Е. Щёголевым и другими.
В разные периоды общественной жизни России сторонники различных политических систем обращались к памяти о декабристах, подчёркивая тем самым свою историческую «родословную» и используя её как для обоснования своих концепций истории и будущего страны, так и в тактических целях. В 1912 году В. И. Ленин писал о декабристах, как о первом поколении российских борцов с монархизмом.
В 1917 году о своём праве на наследование идеалов декабризма заявили соперники большевиков — бывшие народовольцы, кадеты, обладавшие большинством в первом составе Временного правительства и активно боровшиеся за власть эсеры. Для одного из деятелей февральской революции — эсера А. Ф. Керенского — героизация первых российских революционеров стала одним из факторов укрепления собственного политического авторитета. 9 марта 1917 года он, призывая солдат и офицеров гарнизона Петропавловской крепости к единству, напомнил им подвиге офицеров-декабристов во имя освобождения народа.
14 марта Керенский предложил Д. С. Мережковскому написать об офицерах — героях 14 декабря 1825 года брошюру, публикация которой массовым тиражом помогла бы нейтрализовать враждебность в отношениях между солдатами и офицерами. Текст работы Мережковского «Первенцы свободы. История восстания 14 декабря 1825 года» был опубликован уже в апреле того же года, сначала в журнале «Нива» с посвящением «продолжателю дела декабристов — А. Ф. Керенскому», а затем и отдельным изданием.

## Создание общества

### Инициаторы
На фоне разворачивающихся революционных событий 1917 года группа общественных деятелей во главе с А. М. Горьким инициировала срочную организацию спасения художественного достояния народа от варварского уничтожения. 6 марта 1917 года А, М, Горький предложил избрать комиссию по делам искусств для обеспечения, в том числе: «1) охраны памятников старины, 2) разработки проектов памятников борцам за свободу…».
18 марта в помещении библиотеки Академии художеств по поддержанной А. М. Горьким инициативе В. И. Засулич, Г. А. Лопатина и В. Н. Фигнер состоялось учредительное собрание «Общества памяти декабристов».
Выписка из устава

«Общество памяти декабристов» ставит себе целью:

А) Изучение движения декабристов, руководивших ими идей и ознакомления с ними народных масс. В видах этого общество:

а) издаёт «дела», сочинения и мемуары декабристов;

б) издаёт портреты, виды, рисунки и т.п., дающие представление об их жизни в России и Сибири и об их деятельности;

в) организует Музей памяти декабристов;

г) исследует различные проявления деятельности и влияния декабристов в Сибири и других местностях России;

д) знакомит общество с данными о деятельности декабристов путём печати, лекций, бесед и пр.

Б) Увековечивание памяти декабристов, для чего Общество:

а) организует всенародную подписку на издание сочинений и постановку памятника декабристам;

б) организует конкурс по постановке памятника декабристам;

в) организует постановку памятника декабристам на Сенатской площади в Петербурге;

г) разыскивает и охраняет могилы декабристов».
Среди энтузиастов создания общества были: 

военный юрист, начальник Главного военно-судебного управления, поборник демократизации правосудия в войсках генерал-майор В. А. Апушкин

скульптор В. А. Беклемишев, 

политический журналист, издатель и редактор журналов «Народоволец», эсеровского «Былое» и «Календаря русской революции» В. Л. Бурцев,

общественный деятель и публицист, славянофил, профессор А. В. Васильев,

публицист, сотрудник либерально-демократических изданий В. В. Водовозов,

А. М. Горький,

бывшая активная народница В. И. Засулич,

коллекционер, издатель открыток и книги с портретами 86 декабристов М. М. Зензинов.

редактор журнала «Современный мир», оборонец Н. И. Иорданский,

журналист А. Е. Кауфман, открывший собрание вступительным сообщением о целях инициативы,

автор трудов по истории и библиографии русской философии Я. Н. Колубовский,

историк литературы, председатель Постоянной комиссии при Академии наук для пособия нуждающимся учёным, литераторам и публицистам, академик Н. А. Котляревский,

автор работ по социальной и общественно-политической истории России, член партии кадетов, академик А. С. Лаппо-Данилевский,

бывший народоволец Г. А. Лопатин,

историк-литературовед, этнограф и издатель Е. А. Ляцкий,

художник и гравёр В. В. Матэ,

деятель народнического революционного движения Н. А. Морозов,

бывший землеволец, примкнувший в 1905 году к партии кадетов, издатель и мемуарист Л. Ф. Пантелеев,

художник И. Е. Репин,

бывший участник революционного движения, экономист и историк, профессор В. В. Святловский, выступивший на собрании с докладом о роли декабристов в почти вековой истории российского революционного движения. 

юрист, один из защитников народников в процессе 193-х, руководитель русской группы Международного союза криминалистов Н. С. Таганцев,

бывшая народоволка, вступившая в 1907 году в партию эсеров В. Н. Фигнер,

академик архитектуры И. А. Фомин,

историк литературы и общественных движений, издатель П. Е. Щёголев,

военный инженер, генерал А. В. Шварц.
Собрание избрало: председателем совета общества — Л. Ф. Пантелеева, вице-председателем — А. С. Лаппо-Данилевского, секретарём — В. В. Святловского, казначеем — А. В. Васильева.

### Начало деятельности
Задачей учреждённого общества стало «ознакомление народных масс с идеями декабристов». Планы создания общенародной организации были закреплены положениями её устава, который ограничил размер членского взноса суммой всего в 1 рубль, а любая группа из 25 членов могла зарегистрировать местное отделение общества. Первые собрания общества проходили в Зимнем дворце.
12 апреля в газете «День» было опубликовано коллективное обращение к гражданам свободной России с призывами принять участие в работе общества и собирать сохранившиеся «священные реликвии декабристов».
Памяти декабристов

Озарившая нас свобода освещает современникам только ближайших борцов за освобождение родины. Но никто не должен забывать, что политическая свобода, - ныне достигнутая, - не результат сегодняшнего дня или случайного успеха: она итог стремлений и чаяний долгих лет, она завершение работы многих поколений в течение более чем столетия.

Впереди других, на заре прошлого века, — обширное движение декабристов.
Вооружённое восстание 14 декабря 1825 года в Петербурге и несколько позднее в провинциях, неслыханный по своей жестокости политический процесс и, наконец, казнь лучших людей эпохи: Пестеля, Рылеева, Каховского, Бестужева, Муравьёва, вот первый общественный этап истории русского освободительного движения, вот первая запечатлённая кровью борьба за народное дело.

Дело декабристов и их имена не должны быть забыты. И особенно теперь, «в первый вольный русский день», - мы должны благоговейно проникнуться важностью их подвига, всею глубиною их замысла. Героизм декабристов драгоценен и потому, что многие из них, более прозорливые, восстали с оружием в руках, без всякой надежды на победу. Они смело и справедливо полагали, что их мученическая смерть заложит первый несокрушимый камень русской свободы.

Идеи, руководившие декабристами, - от требования раскрепощения крестьян до созыва Учредительного Собрания, - ещё мало изучены, самое движение не освещено светом истории, сочинения и мемуары почти безвестны.

Собрать, изучить, издать всё, что сохранилось, сделать идеалы декабристов доступными широким народным массам, создать им величественный памятник в Петрограде, - как дань благоговения и как высокий пример современникам и потомству, - вот главнейшие задачи вновь сорганизовавшегося «Общества памяти декабристов».

Возникшее по инициативе группы писателей и художников, оно стремится стать демократическим, всенародным. Все сознательные граждане свободной России призываются принять в нём посильное участие.

Несите в общество священные реликвии декабристов, сообщайте воспоминания, письма, портреты, присылайте пожертвования для издания сочинений, для сооружения достойного памятника, вступайте в члены и организуйте на местах отделения общества. Уважение к памяти прошлого есть уважение к самим себе и ко всему великому народному делу.
А. А. Апушкин, В. А. Беклемишев, В. В. Водовозов, А. В. Васильев, Максим Горький, Вера Засулич, Н. И. Иорданский, А. Е. Кауфман, Я. Н. Колубовский, Е. А. Ляцкий, Герман Лопатин, В. В. Матэ, Н. А. Морозов, Л. Ф. Пантелеев, И. Е. Репин, В. В. Святловский, Н. С. Таганцев, Вера Фигнер, И. А. Фомин, П. Е. Щёголев
Примечание: 
Заявления об открытии отделений направляются к председателю совета общества Лонгину Фёдоровичу Пантелееву, Петроград, Бассейная, 42. 
Членские взносы просят направлять к казначею профессору А. В. Васильеву, Петроград, В. О., 2 линия, 37. 
Пожертвования — на текущий счёт «Общества памяти декабристов» в Волжско-Камский банк. 
Устав общества высылается и выдаётся всем обращающимся к секретарю профессору В. В. Святловскому, Петроград, В. О., 5  линия, 2.

3 июля А. М. Горький писал в Москву своему знакомому архитектору П. П. Малиновскому в связи с началом поисков новым обществом материалов, относящихся к истории восстания 14 декабря 1825 года, и просил направлять обнаруженное в Петроград либо на его адрес, либо В. И. Срезневскому — учёному хранителю рукописного отделения Библиотеки Академии наук, в фонде которого собирались печатные материалы по истории революционно-освободительному движению России.

### Отклики поэтов
Возрождение в прессе декабристской темы после февральской революции не было оставлено без отклика поэтами. Июнем 1917 года датирован «Декабрист» О. Э. Мандельштама, а 15 ноября в газете «Голос народа» было опубликовано его же стихотворение «Когда октябрьский нам готовил временщик», про которое поэт говорил: «В этом стихотворении обнаруживается рецидив эсеровщины: я идеализирую Керенского, называя его птенцом Петра…». В этом же году Г. В. Ивановым написано стихотворение «Декабристы» («Это первый ветер свободы,…»). 14 декабря 1917 года в газете «Вечерний звон» появилось стихотворение З. Н. Гиппиус «14 декабря 17 года». В том же номере газеты была напечатана статья Д. С. Мережковского 1825—1917 о «героях Четырнадцатого». Левые эсеры отметили этот день вечером памяти декабристов с участием лидера партии Б. Д. Камкова. Среди выступавших были поэты С. А. Есенин и близкий ему П. В. Орешин, прочитавший своё стихотворение «Памяти декабристов» («Товарищи!.. Друзья!.. Помянем добрым словом…».

## О памятнике декабристам
А. Ф. Керенский, получивший 2 марта 1917 года пост министра юстиции Временного правительства, несмотря на занятость, находил время для общественного обсуждения идеи установки памятника декабристам. 9 марта он даже получил одобрение её от знатока эпохи Александра I великого князя Николая Михайловича, который собственноручным письмом сообщил: «Наша вчерашняя беседа оставила во мне самое светлое и отрадное впечатление. Моя лепта на памятник декабристам обеспечена от всей души».
Общество памяти декабристов, задавшееся целью возведения величественного памятника «первенцам свободы», в качестве трибуны обсуждения проектов использовало центральный орган партии эсеров — ежедневную газету «Дело народа».
30 марта 1917 года газета опубликовала письмо Л. Ф. Пантелеева «Памятник декабристам» с предложением поставить памятник декабристам на пьедестале существовавшего на Исаакиевской площади памятника Николаю I, который, по его мнению, совершенно неуместен там «при новом строе»
8 апреля в своём письме в «Дело народа» о выборе места для памятника жертвам революции: Керенский процитировал автора книги «Россия и русские», заочно приговорённого в 1826 году к вечной каторге декабриста Н. И. Тургенева: «Через сто лет эшафот (декабристов) послужит пьедесталом для статуи мучеников» и призывал русское общество выполнить этот завет.
Совет общества предпринимал попытки поиска могил декабристов. 1 июня 1917 года на острове Голодай случайно были обнаружены следы неизвестного захоронения. В связи с существовавшей легендой, что в этих местах были похоронены казнённые декабристы, секретарь «Общества памяти декабристов» В. В. Святловский обратился за помощью к начальнику Главного военно-технического управления Военного министерства генералу А. В. Шварцу. Присланные им для проведения раскопок солдаты обнаружили там останки нескольких человек. В фондах архива кинофотофонодокументов в Санкт Петербурге сохранилась фотография (шифр фотодокумента — Д 13364): «Раскопки на острове Голодай: общий вид раскопа (у раскопа — В. В. Святловский — профессор, экономист, секретарь Общества памяти декабристов)». Детальных исследований останков провести не удалось, а после октябрьских событий ящики с ними оказались забытыми в подвалах Зимнего дворца. Только в 1925 году специальная комиссия установила, что останки «не могли принадлежать казнённым декабристам».
Тем не менее, 25 июля 1926 года на острове — месте предполагаемого захоронения повешенных 13 (25) июля 1826 года — был установлен закладной камень с посвятительной надписью.
1826-1926 г.г.
Заложен в память столетия
 казни Декабристов
П. И. Пестеля, К. Ф. Рылеева,
С. И. Муравьёва-Апостола,
М. П. Бестужева-Рюмина,
П. Г. Каховского
13 (25). VII. 26 
В. О. Райисполком
Сам Голодай был переименован в остров Декабристов. В 1939—1940 годах на месте закладного камня по проекту архитектора В. Н. Боброва был сооружён обелиск из чёрного лабрадорита, установленный на постаменте из розового гранита с сохранённым прежним посвящением.

## Попытки создания музея
Почти одновременно с Обществом памяти декабристов весной 1917 года Академия наук поддержала инициативу учреждения «Общества дома-музея памяти борцов за свободу».
14 апреля 1917 года «Дело народа» опубликовало коллективное обращение о создании Дома-музея борцов за свободу, в котором должны быть сохранены: «портреты, вещи и биографии наших великих граждан, литература, посвящённая истории революционного движения, и, вообще, всё, что может иметь социально-воспитательное значение для русских граждан». Среди подписавших обращение были А. М. Горький и А. Ф. Керенский.
22 мая 1917 года в Академии наук на учредительном собрании общества «Дом-музей памяти борцов за свободу» А. М. Горький, В. Н. Фигнер, В. Л. Бурцев были избраны в члены временного совета. Несмотря на то, что обществом активно проводился сбор экспонатов для музея, до завершения деятельности этого общественного музея в 1919 году ни одной выставки не было организовано.
В мае 1919 года группа интеллигенции, в которую входили А. М. Горький, П. Е. Щеголев, В. Н. Фигнер и другие, выступила с новой инициативой о создании Музея Революции. Предложение было поддержано Петросоветом. В январе 1920 года новый музей (уже в государственном статусе) организовал торжественное заседание, посвящённое памяти декабристов.
В Зимнем дворце в экспозиции и фондах музея были собраны уникальные материалы. По воспоминаниям современников «особенно хорошо представлено было восстание декабристов и революционное движение 70—80-х годов XIX столетия».
6 января 1945 года Ленинградский горисполком принял решение о передаче всех занимаемых Государственным музеем революции помещений в Зимнем дворце Государственному Эрмитажу. В феврале 1946 года экстренно упакованные в ящики раритеты были вывезены из Зимнего дворца в Петропавловскую крепость и на чердаки Мраморного дворца.
24 октября 1988 года городские власти Ленинграда приняли решение «о создании музея декабристов и увековечении памяти участников движения декабристов», предусматривавшее выделение отдельного помещения для открытия в 1992 году тематического филиала Государственного музея истории Ленинграда. Но очередная попытка создания музея с постоянной экспозицией, связанной с деятельностью участников событий 14 декабря 1825 года в городе, в котором эти события произошли, осталась невыполненной.
На проблему отсутствия музея декабристов в Санкт-Петербурге было обращено внимание участниками состоявшейся 14—16 декабря 2015 года международной научной конференции «Историческая память России и декабристы».

## Комментарии
1. ↑  Для доведения до Временного правительства необходимости срочных мер о охране дворцов и художественных коллекций была избрана депутация в составе: А. Н. Бенуа, А. М. Горького, М. В. Добужинского, К. С. Петрова-Водкина, Н. К. Рериха и И. А. Фомина, Ф. И. Шаляпина и других.
2. ↑  18 марта 1917 года по рекомендации А. Ф. Керенского В. А. Апушкин был включён в состав Чрезвычайной следственной комиссии Временного правительства по расследованию противозаконных действий высших должностных лиц империи.
3. ↑  Сын М. М. Зензинова — эсер В. М. Зензинов обеспечивавал деятельность «штаба Керенского» при создании 27 февраля 1917 года Временного комитета Государственной думы // Николаев А. Б. Думская революция: 27 февраля — 3 марта 1917 года: в 2 т. — СПб.: Изд-во РГПУ им. А. И. Герцена, 2017. — Т. 1. 592 с.; Т. 2. 447 с.
4. ↑  Н. А. Котляревский публиковал в 1901—1907 годах в журнале «Русское богатство» работы о жизни и творчестве декабристов-литераторов.
5. ↑  В. В. Святловский в числе «добровольцев из интеллигенции», участвовал 27 февраля 1917 года в организации охраны Таврического дворца и в работе «штаба Керенского».
6. ↑  Материалы по организации Общества памяти декабристов хранятся в личном фонде Л. Ф. Пантелеева в рукописном отделе Института русской литературы (Пушкинский Дом) РАН — фонд 224
7. ↑  Газета «Дело народа» с тиражом более 300 тысяч экземпляров входила в число самых массовых российских изданий. 27 января 1918 года была закрыта за антисоветскую агитацию
8. ↑  Последний документ общества «Дом-музей памяти борцов за свободу» относится к сентябрю 1919 года.
9. ↑  На официальном сайте Государственного музея истории Санкт-Петербурга информация о филиале отсутствует.